# Lukhanyo Am
Lukhanyo Am (King William's Town, 28 de noviembre de 1993) es un jugador de rugby sudafricano, que se desempeña como segundo centro y juega en los Sharks del United Rugby Championship. Es internacional con los Springboks desde 2017 y se consagró campeón del mundo en Japón 2019 y Francia 2023.

## Trayectoria deportiva

### Clubes
Jugó para la Academia de Rugby Gladiators con base en Margate antes de ser llamado al equipo Sub-19 de Border Bulldogs que ganó el Campeonato Provincial Sub-19 2012 en la División B y ganó el ascenso a la División A, haciendo seis apariciones y anotando tres tries.
Después de pasar tiempo con Saracens durante la temporada baja como parte de un programa de intercambio en conjunto con la Alta Comisión Británica,  regresó para ser incluido en el equipo mayor para la competencia Vodacom Cup 2013 e hizo su debut contra los vigentes campeones Western Province en Paarl.
En 2013, fue nombrado en un equipo de Barbarians sudafricanos para enfrentarse a los Saracens en Londres.
A principios de 2016, Am fue uno de los dos jugadores de Sharks que se unió al equipo Southern Kings de Super Rugby  durante un período de prueba mientras se preparaban para la temporada 2016 de Super Rugby.
En 2016, Am fue incluido en el escuadrón Emerging Springboks que jugó los test matches de rugby de mitad de año 2016 contra un equipo de gira de los Saxons de Inglaterra. Llegó como reemplazo en su primer partido en Bloemfontein, pero terminó en el lado perdedor ya que los visitantes se quedaron sin 32–24 ganadores. Fue promovido a la formación inicial para el segundo partido de la serie, una derrota 26-29 ante los sajones en George.
Después de un papel exitoso en Southern Kings había grandes expectativas que tenía que cumplir. No decepcionó y jugó un papel crucial para los Sharks, ayudándoles a alcanzar los cuartos de final de la temporada 2017 de Super Rugby.

### Internacional
En 2017, Am fue incluido en el equipo sudafricano para los test match de fin de año de 2017.
Am fue nombrado en el equipo de Sudáfrica para la Copa Mundial de Rugby de 2019. Sudáfrica ganó el torneo y derrotó a Inglaterra en la final. En principio no fue llamado para la Copa Mundial de Rugby de 2023 debido a una lesión que sufrió jugando contra Argentina, aunque más tarde fue llamado para suplir al lesionado Makazole Mapimpi. Sudáfrica ganó el torneo derrotando en la final a Nueva Zelanda.

#### Participaciones en Copas del Mundo
| Mundial                       | Sede    | Resultado | PJ | Tries |
| ----------------------------- | ------- | --------- | -- | ----- |
| Copa Mundial de Rugby de 2019 | Japón   | Campeón   | 6  | 2     |
| Copa Mundial de Rugby de 2023 | Francia | Campeón   | 0  | 0     |

## Palmarés y distinciones notables
- Rugby Championship 2019[4]
- Copa Mundial de Rugby de 2019[5]
- Copa Mundial de Rugby de 2023